# Byteskomik
Byteskomik var ett svenskt radioprogram 1976-83 med Gunnar Bernstrup och Stellan Sundahl. 

## Historia
Serien började sändas hösten 1976 och ingick i en satsning från Sveriges Radios sida att erbjuda humorprogram i Sveriges Radio P1 varje vardagsmorgon. Sammanlagt sändes runt 300 Byteskomikprogram.

## Programmet
Programidén var att i direktsändning kunde lyssnare ringa in sina roliga historier och byta dem mot andra. Egentligen fick radiolyssnarna skicka in sina roliga historier till programmet och de lyckliga fick chansen att byta sin historia i direktsändning. Varje byte avslutades med ramsan "Bytt, bytt kommer aldrig mer igen". Historiebytena med lyssnare och kändisar per telefon varvades med olika historie- eller vitssjok och sketcher med programledarna. Man hade olika teman som skottehistorier eller bondehistorier och man besökte "Vitsbaren" på Kennelklubben, travbanan, riksdagen m.m. 
Programmet fick sådan genomslagskraft att det efter en säsong även repriserades i Sveriges Radio P3. Med obruten popularitet fortsatte programmet sändas i sju år fram till vårsäsongen 1983.
Hans Christian Lumbyes Champagnegaloppen användes som signaturmelodi. Producent var Ruth Schönberg.

## Utanför studion
Programmet resulterade i två LP-skivor och cirka 15 böcker. Det blev också gästspel i andra av radio- och TV-program, artiklar i pressen och även en engelskspråkig version av programmet sedan BBC visat intresse för idén. 
Bernstrup och Sundahl hade en egen spalt i VeckoRevyn under några år och gjorde dessutom mängder av framträdanden på olika scener i Sverige. Paret gjorde bland annat två veckors scenshow på Liseberg sommaren 1983 och även en helg på Gröna Lunds stora scen samma år. Man var också i Oslo för att spela in material till ett program. Utrustade med bandspelare gick man Karl Johan upp och ner och bytte historier med folk för att kontrollera det norska humorutbudet. Samma sak gjorde man i Göteborg och Eslöv. 

## Medverkande
Bland "kändisar" som var med och bytte historier kan nämnas Thory Bernhards, Cornelis Vreeswijk, Lasse Åberg, Signe Hasso, Snoddas Nordgren, Rolle Stoltz, Hasse Alfredson, Bernt Carlsson, Pugh Rogefeldt, Thore Skogman, Kisa Magnusson, Ingemar Johansson, Lennart Swahn, Monica Dominique, Sten-Åke Cederhök, Sid Jansson, Owe Thörnqvist, Arne Hegerfors, Jarl Borssén, Kid Severin, Torsten Ehrenmark, Ingemar Mundebo och Lars-Gunnar Björklund.

## Reaktioner
Byteskomik väckte inledningsvis viss anstöt för sin ton och programtitel som för en del anspelade på begreppet lyteskomik, men kritiken tystnade efter hand.

### Fotnoter
1. ↑  ”Svensk mediedatabas”. http://smdb.kb.se/catalog/search?q=Byteskomik+typ%3Aradio&sort=OLDEST. Läst 16 april 2011.